# Bocznianka brązowawa

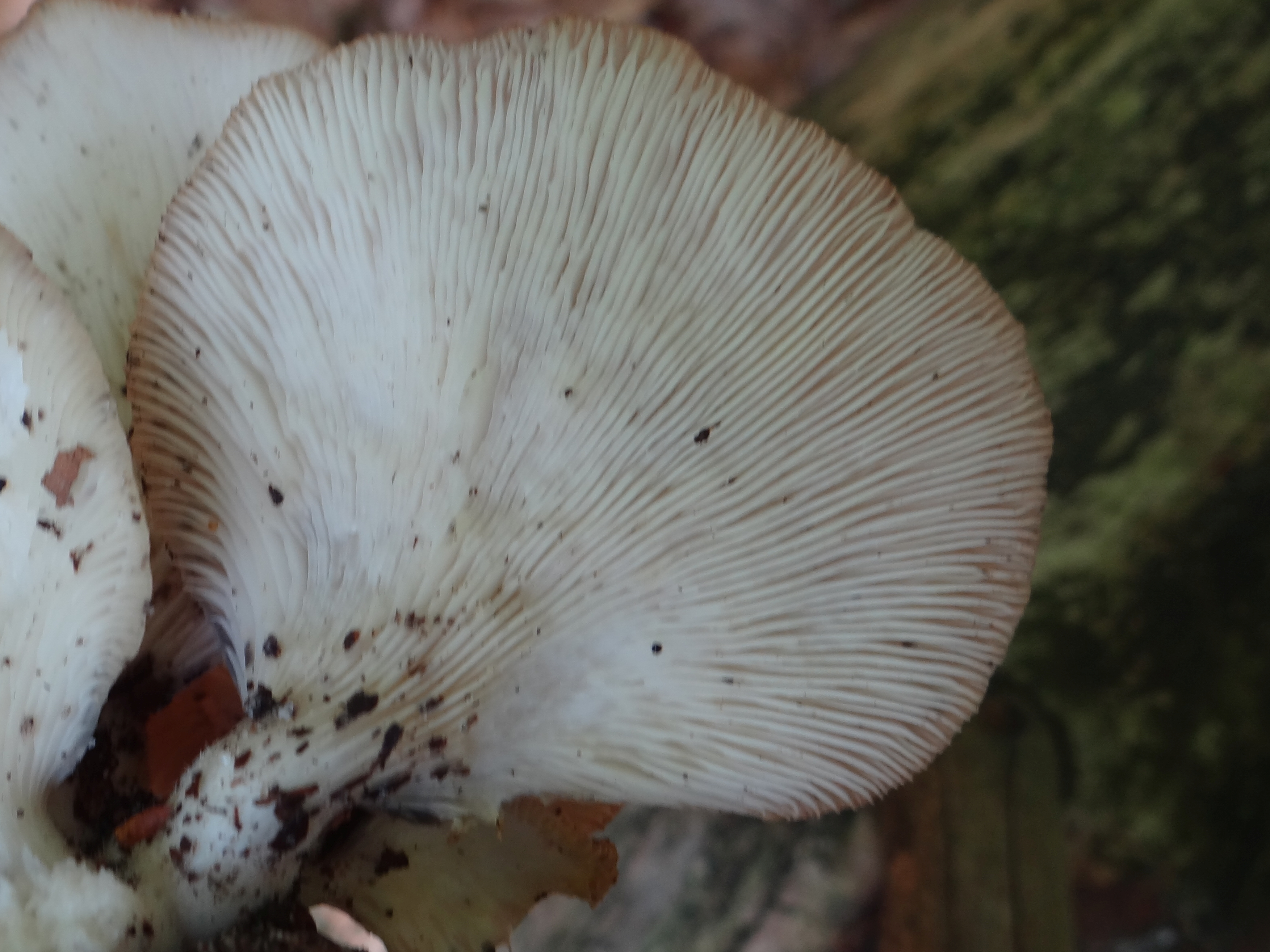

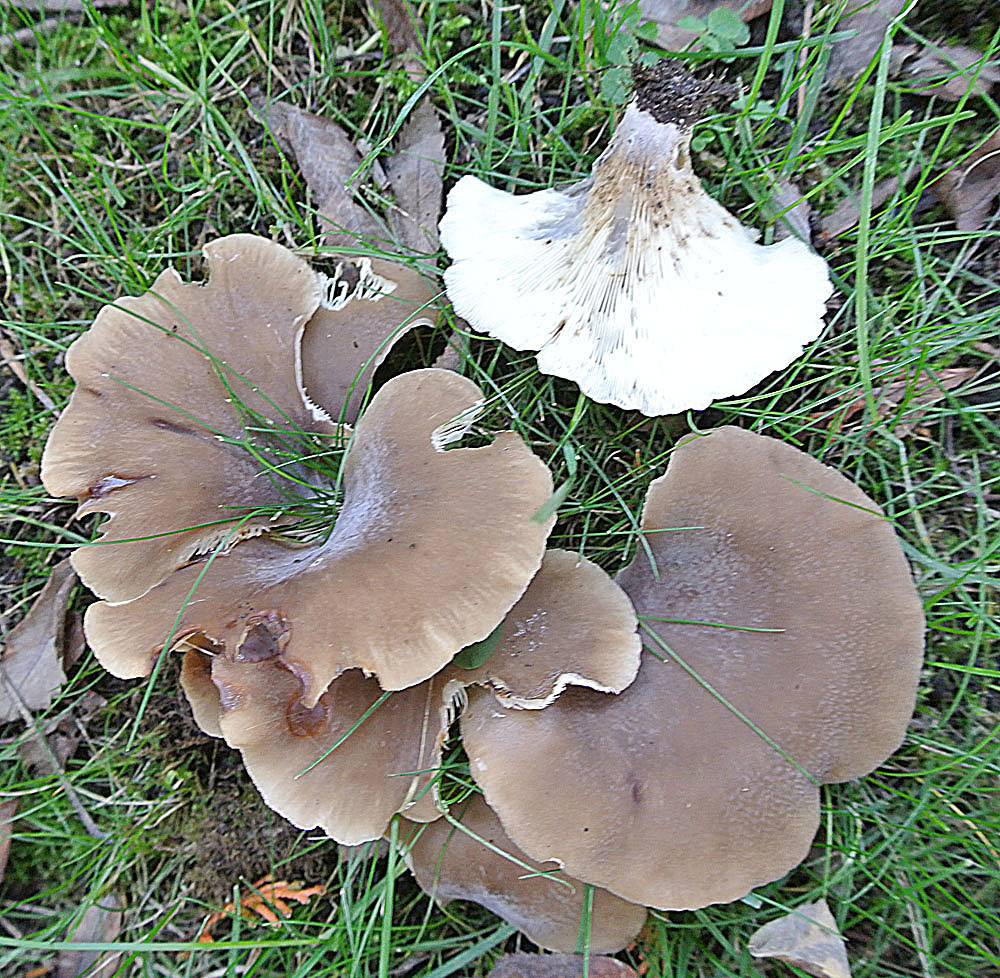

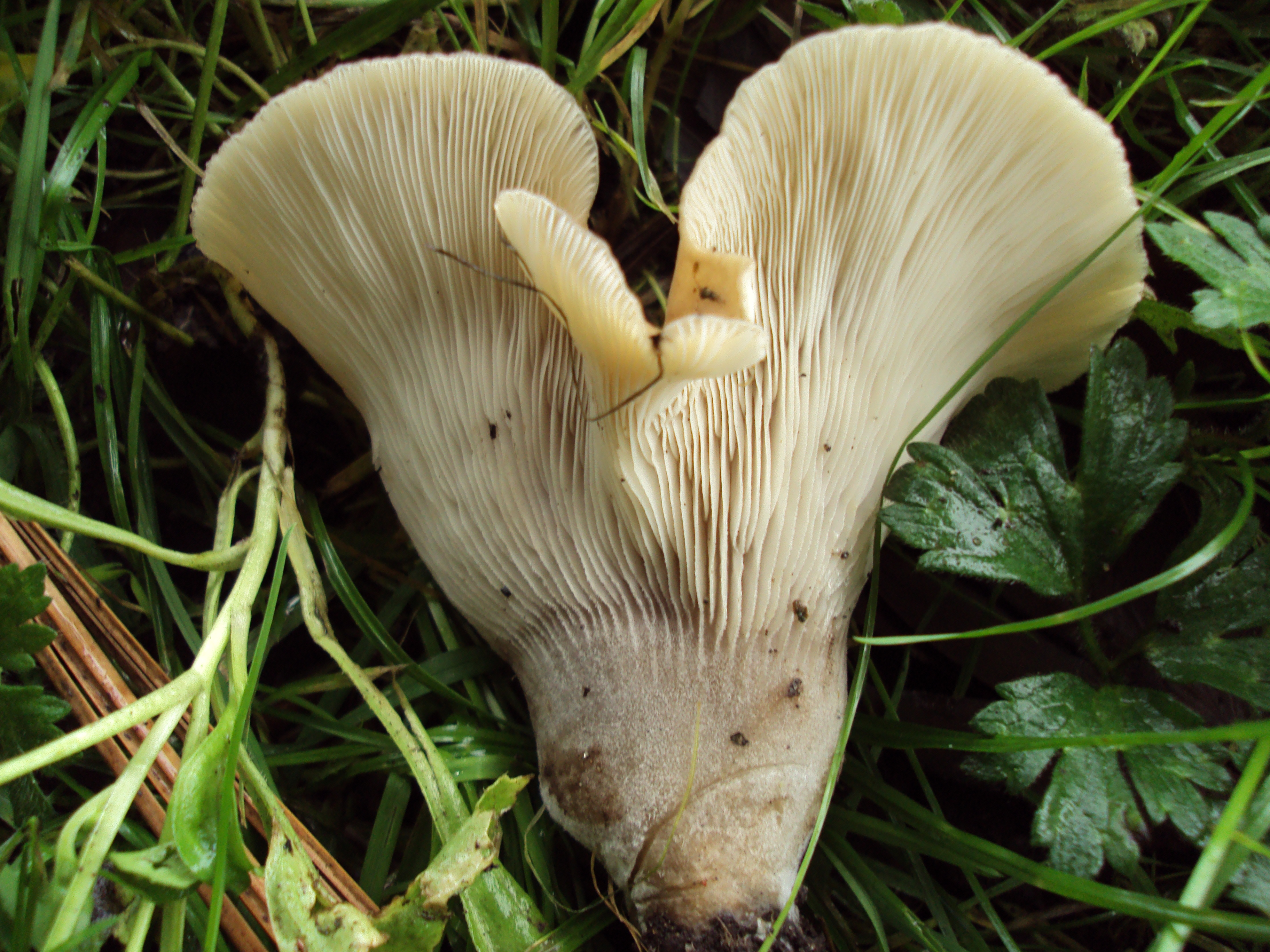

Bocznianka brązowawa (Hohenbuehelia petaloides (Bull.) Schulzer) – gatunek grzybów z rodziny boczniakowatych (Pleurotaceae).

## Systematyka i nazewnictwo
Pozycja w klasyfikacji według Index Fungorum: Hohenbuehelia, Pleurotaceae, Agaricales, Agaricomycetidae, Agaricomycetes, Agaricomycotina, Basidiomycota, Fungi.
Po raz pierwszy takson ten zdiagnozował w 1785 r. J.B.F. Bulliard nadając mu nazwę Agaricus petaloides. Obecną, uznaną przez Index Fungorum nazwę nadał mu w 1866 r. Stephan Schulzer von Müggenburg, przenosząc go do rodzaju Hohenbuehelia.
Ma 37 synonimów. Są nimi wszystkie formy i odmiany. Niektóre inne synonimy:
- Acanthocystis carbonaria (Cooke & Massee) Konrad & Maubl. 1949
- Acanthocystis geogenius (DC.) Kühner 1926
- Acanthocystis petaloides (Bull.) Kühner 1926
- Hohenbuehelia carbonaria (Cooke & Massee) Pegler 1965
- Resupinatus petaloides (Bull.) Kühner 1980

Nazwę polską nadał Władysław Wojewoda w 1979 r. Autor ten opisywał ten gatunek w 1999 r. także pod nazwą bocznianka łopatkowata, nazwę tę uznał jednak za mniej odpowiednią.

## Morfologia
Grzyb cyfelloidalny o siedzącym bazydiokarpie.
Kapelusz
Szerokość 2–6 cm, długość 3–12 cm, kształt muszlowaty, wachlarzowaty lub łopatkowaty muszlowaty. Brzeg faliście pogięty, podwinięty lub nico zgięty. Powierzchnia naga, matowa, o barwie białawej, ochrowej, żółtobrązowej, siwobrązowej lub czerwonobrązowej i białawo oszroniona. Podczas suchej pogody pilśniowa, podczas wilgotnej nieco lepka.
Blaszki
Gęste i głęboko zbiegające, początkowo białe, potem kremowożółte.
Trzon
Bardzo krótki, boczny, pełny. Powierzchnia biaława, naga lub bardzo delikatnie łuseczkowata.
Miąższ
Soczysty i sprężysty, o żółtawej barwie, niezmieniającej się po uszkodzeniu. Zapach niewyraźny, smak słodkawy. Charakterystyczną cechą jest występowanie pod skórką galaretowatej warstewki.
Cechy mikroskopowe
Zarodniki 5–9 (–10) × 3–4,5 μm, elipsoidalne z wydatnym szczytem, gładkie, w KOH hialinowe, nieamyloidalne. Cheilocystydy wrzecionowate, główkowate lub nieregularne, o rozmiarach około 35 × 8 μm. Pleurocystydy (metuloidy) obfite, o kształcie od lancetowatego do wrzecionowatego i rozmiarach 35–100 × 7,5–20 μm. Mają ściany bardzo grube, gładkie, ale czasami na wierzchołkach inkrustowane (czasami trudne do zobaczenia w KOH, ale widoczne w laktofenolu i błękicie bawełnianym). W KOH szkliste z ochrowymi ścianami. Komórki skórki zbudowane ze splątanych strzępek o wymiarach 2,5–7,5 mm, z rozproszonymi pilocystydami powyżej grubej strefy zżelowanych strzępek. Na strzępkach występują sprzążki.

## Występowanie
Bocznianka brązowawa w Ameryce Północnej jest szeroko rozprzestrzeniona. Występuje także w Europie, Ameryce Południowej i Australii. W Polsce jest rzadka. Znajduje się na Czerwonej liście roślin i grzybów Polski. Ma status V – gatunek o nieokreślonym zagrożeniu. W Polsce do 2003 r. podano 7 stanowisk. Aktualne stanowiska podaje internetowy atlas grzybów.
Nadrzewny grzyb saprotroficzny. Owocniki pojawiają się od lata do jesieni pojedynczo lub w skupiskach na ziemi i na resztkach drzewnych. Spotykany jest w lasach, w ogrodach, parkach, trawnikach itp. Występuje zarówno w lasach iglastych, jak i liściastych, ale w tych ostatnich częściej, zwłaszcza w buczynach. Rozwija się na obumarłych i przewróconych drzewach, na omszałych pniach i pniakach, obrzynkach, trocie, drzazgach, czasami nawet na wypaleniskach. Jak wszystkie bocznianki jest także grzybem nicieniobójczym. Jej grzybnia za pomocą klejących cyst strzępkowych atakuje nicienie i trawi je.

## Gatunki podobne
Charakterystycznymi cechami bocznianki brązowawej są: kształt, gęste blaszki, mączysty zapach, a pod mikroskopem wyraźne metuloidy i białe zarodniki. Czasami podobna może być twardówka anyżkowa (Lentinellus cochleatus), ale ma bardziej lejkowaty owocnik, dłuższy trzon, różni się też cechami mikroskopowymi. Od innych bocznianek odróżnia się galaretowatą warstewką pod skórką kapelusza oraz wielkością owocników.